# Seminario Diocesano de Monte Corbán

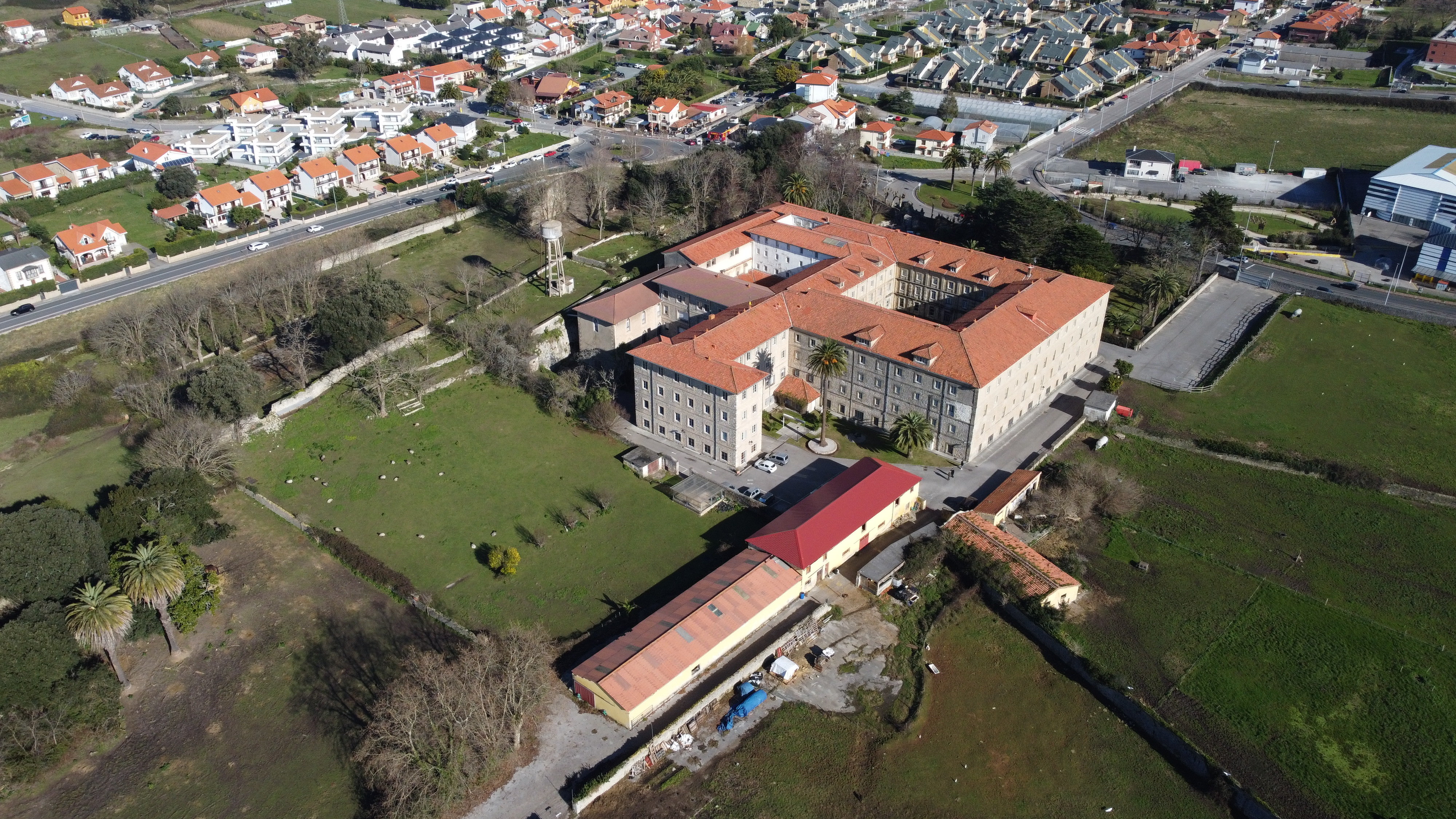
Vista panorámica desde el suroeste.

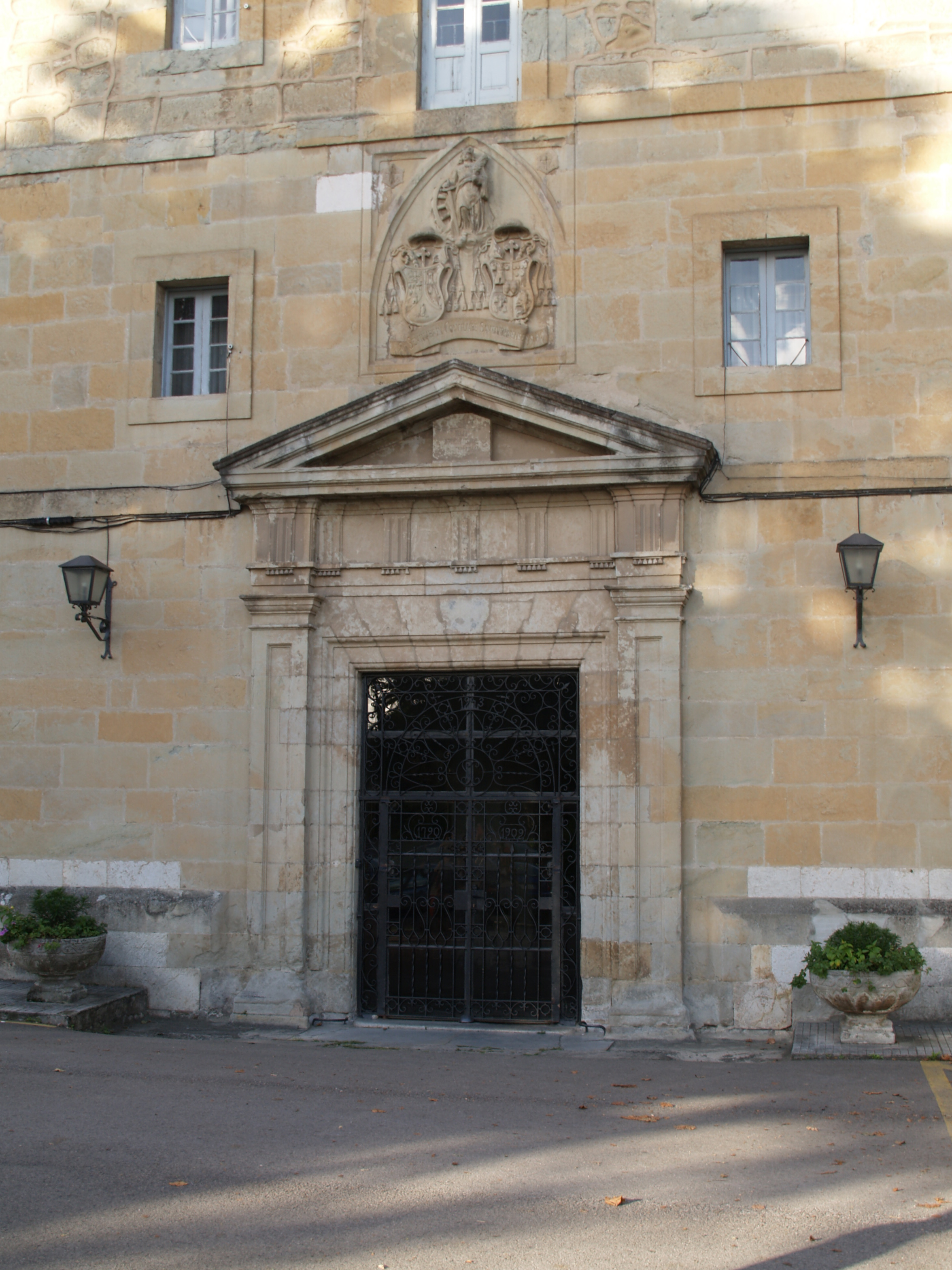
Entrada principal al edificio

El Seminario Diocesano de Monte Corbán es un centro de estudios eclesiásticos, perteneciente a la diócesis de Santander, cuya principal misión es formar a los candidatos adultos al sacerdocio de esta diócesis. Se ubica en un antiguo monasterio construido en torno a la ermita de Santa Catalina de Monte Corbán, en el término municipal de Santander (Cantabria, España).

## Historia
En el año de 1406 el Papa Benedicto XIII concedió bula Papal para la creación del monasterio de Santa Catalina de Monte Corbán, de la orden de los Jerónimos, iniciándose la construcción de la capilla mayor. En 1421 se unen los dos monasterios jerónimos de Monte Corbán y Santa Catalina.
A principios del siglo XVI se terminan las obras de la iglesia y de las capillas, conservándose en la iglesia actual de nave única y cruz latina, la planta y muros originales y comienzan las obras del «claustro chico» de estilo gótico-renacentista.
La portada principal barroca se construye en el siglo XVII, a finales del siglo XVIII se terminan las obras de ampliación con el claustro nuevo y la escalera principal.

### Seminario
El 30 de julio de 1835, durante la Primera Guerra Carlista, arriba a Santander el primer batallón de la Legión Auxiliar Británica, con el resto de efectivos llegando durante todo el verano. El monasterio acoge a 4000 soldados (otros 1000 quedan repartidos por diversos alojamientos en la propia ciudad), quienes arrasaron por dentro el recinto. A mediados del siglo XIX tras la exclaustración de los jerónimos se convierte en seminario. El 15 de octubre de 1852, festividad de Santa Teresa de Jesús, se inauguró oficialmente el Seminario Diocesano Conciliar de Santa Catalina de Monte Corbán, siendo su primer rector don José María García González.
Entre los desvelos del obispo, Manuel Arias Teijeiro de Castro, por el nuevo Seminario podemos subrayar el legado de su biblioteca particular, unos 1700 libros, provenientes en su mayor parte de la casa de los Jesuitas expulsados, y que el gobierno le había entregado.
El obispo Vicente Calvo y Valero (1876), inmediatamente después de su toma de posesión dignificó el Seminario de Santander, invirtiendo grandes caudales de trabajo, de cariño y de dinero, quedando notablemente transformado.
A partir del 28 de julio de 1936, tras el comienzo de la Guerra Civil, el Seminario fue incautado para acoger a los refugiados procedentes de la provincia de Palencia, que huían de la zona sublevada.
Después de la Guerra Civil el Seminario quedó completamente devastado, sobre todo a raíz de haber sido convertido en campo de concentración franquista durante el período bélico. En él se hacinaron miles de prisioneros republicanos (llegó a superar su capacidad máxima de 3.000 personas) hasta noviembre de 1939 en que fue clausurado. El campo se caracterizó por el hambre, la falta de higiene y los malos tratos infligidos a los internos; muchos de ellos fueron obligados a cavar las fosas comunes en las que eran enterrados sus compañeros republicanos fusilados en las tapias del cercano cementerio municipal de Ciriego.
El obispo José Eguino y Trecu (1929-1961), ordenado en la capilla del Seminario el 31 de marzo de 1906, a pesar de pertenecer a la diócesis de Vitoria, en los momentos más complejos de su historia, convocó a las "fuerzas vivas" de Santander en el Ateneo, exponiendo con claridad la situación crítica del momento y presentando un proyecto atrevido de reconstrucción, que ascendía a cuatro millones de pesetas.
El día de la festividad de Santa Catalina de 1943 se inauguró oficialmente el nuevo curso con todas las reparaciones necesarias para dar marcha al Seminario Menor, aunque muchas otras reformas quedaban por hacer todavía para acondicionar totalmente el edificio a su labor original. Destacó por sus donativos para la reconstrucción D. Manuel Lainz y Ruiz del Pumar, alcalde de Santander en 1930.
Otra de las partes dentro de la reconstrucción y mejora del Seminario fue la antigua iglesia, que en 1963, ya muerto José Eguino, inauguró el Obispo auxiliar Doroteo Fernández. El edificio del Seminario de Corbán fue a lo largo de la historia sede de distintas realidades del Seminario y permaneció abierto hasta el curso 1967-68.
En el curso 1970-1971 el Seminario de Corbán se habilita como Colegio-Seminario.
En 1977 el obispo Juan Antonio del Val nombró como rector de la casa a Carlos Osoro Sierra que volvió a abrir sus puertas hasta el día de hoy.

## Estudiantes
- Sixto de Córdova (1869-1956)